# Andvakia parva
Andvakia parva är en nässeldjursart som beskrevs av Oscar Henrik Carlgren 1940. Andvakia parva ingår i släktet Andvakia, och familjen Andvakiidae. Enligt den svenska rödlistan är arten akut hotad i Sverige. . Artens livsmiljö är havet.